# Утакмице фудбалске репрезентације Мађарске 1997.
| Домаћин | Гост |

Фудбалска репрезентација Мађарске је током 1997. године одиграла једанаест званичних утакмица. У квалификацијама за Светско првенство 1998. репрезентација је завршила на другом месту у својој групи, тако да је могла да игра алтернативну утакмицу квалификација. Противник је била Југославија. Већ у 10. минуту прве утакмице алтернативне квалификације питање напредовања је практично било решено, при чему су Југословени већ водили са 3 : 0. На крају, репрезентација Мађарске је изгубила укупним резултатом 1 : 12, тако да није успела да се пласира на Светско првенство.
Савезни селектор националног тима у овом периоду је био:
- Јанош Чанк

## Утакмице
| Малта              | 1 : 4 (0 : 2) | Мађарска                                       |
| ------------------ | ------------- | ---------------------------------------------- |
| Керестури 74’ (аг) | Извештај      | 18’ Урбан · 40’ Халмаи · 66’ Орос · 88’ Плокаи |

| Мађарска  | 1 : 3 (1 : 1) | Аустралија                    |
| --------- | ------------- | ----------------------------- |
| Клаус 31’ | Извештај      | 5’ 90’ Видмар · 40’ К. Мускат |

| Швајцарска       | 1 : 0 (0 : 0) | Мађарска |
| ---------------- | ------------- | -------- |
| К. Туркилмаз 83’ | Извештај      |          |

| Мађарска  | 1 : 1 (1 : 1) | Норвешка   |
| --------- | ------------- | ---------- |
| Ковач 22’ | Извештај      | 9’ П. Руди |

| Мађарска                           | 3 : 0 (0 : 0) | Малта |
| ---------------------------------- | ------------- | ----- |
| Ковач 47’ · Шебек 57’ · Липчеи 90’ | Извештај      |       |

| Мађарска  | 1 : 1 (0 : 0) | Швајцарска      |
| --------- | ------------- | --------------- |
| Клаус 53’ | Извештај      | 90’ С. Шапјуиса |

| Пољска          | 1 : 0 (0 : 0) | Мађарска |
| --------------- | ------------- | -------- |
| К. Ратајчик 59’ | Извештај      |          |

| Мађарска                         | 3 : 1 (2 : 0) | Азербејџан    |
| -------------------------------- | ------------- | ------------- |
| Клаус 8’ · Халмаи 44’ · Илеш 89’ | Извештај      | 71’ В. Личкин |

| Финска         | 1 : 1 (0 : 0) | Мађарска             |
| -------------- | ------------- | -------------------- |
| А. Сумиала 62’ | Извештај      | 90’ (аг) Т. Моиланен |

| Мађарска | 1 : 7 (0 : 5) | Југославија                                                                   |
| -------- | ------------- | ----------------------------------------------------------------------------- |
| Илеш 89’ | Извештај      | 2’ Брновић · 6’ Ђукић · 10’ Савићевић · 26’ 41’ 51’ Мијатовић · 64’ Милошевић |

| Југославија                                     | 5 : 0 (3 : 0) | Мађарска |
| ----------------------------------------------- | ------------- | -------- |
| Милошевић 17’ · Мијатовић 44’ 45’ (пен) 71’ 89’ | Извештај      |          |

## Голгетери у 1997.
| - Габор Бабош (голман) - Габор Халмаи - Золтан Ковач - Петер Липчеи - Бела Илеш - Јанош Чанк (селектор) |

## Извори и спољашње везе
- Све утакмице репрезентације Мађарске
- Репрезентација Мађарске на фудбалској бази података
- Утакмице репрезентације Мађарске (1997)